# Эстонская евангелическо-лютеранская церковь
Эстонская евангелическо-лютеранская церковь (эст. Eesti Evangeelne Luterlik Kirik, EELK) — лютеранская община Эстонии. Насчитывает 200 тысяч прихожан, из них активных 50 тысяч. Возглавляется архиепископом Урмасом Вийльмой. Образована в 1949 году, после того как прежний клир эмигрировал в Швецию после наступления РККА. В Швеции среди эстонской эмиграции в 1944 году была образована отдельная Эстонская евангелическая лютеранская церковь за рубежом (ЭЕЛЦЗ).

## История лютеранства в Эстонии

### В составе Церкви Швеции (1561—1710)
Важной вехой развития лютеранства в Эстонии стал 1561 год, когда рыцари Северной Ливонии (ставшей с этого времени Эстляндией) признали власть шведского короля, а подвластная им территория оказалась под духовной юрисдикцией Церкви Швеции. В южной части современной Эстонии лютеранские консистории (Дерптская и Перновская) были учреждены в 1633—1634 годах и были подчинены Рижской обер-консистории.

### В составе Евангелическо-лютеранской церкви России (1710—1919)
В 1710 году Эстляндия была завоёвана Российской империей, однако скандинавская лютеранская традиция сохранилась на века. В 1734 году Ревельская, Эстляндская и Эзельская консистории были подчинены Консисториальному заседанию Юстиц-коллегии лифляндских и эстляндских дел, в 1832 году — Генеральной евангелическо-лютеранской консистории, при Эстляндской провинциальной консистории была введена должность генерал-суперинтендента, южная Эстония продолжала находиться в ведении Лифляндской провинциальной консистории, также во главе с генерал-суперинтендентом. В 1802 году в Дерптском университете был открыт лютеранский богословский факультет, что превратило Эстонию в крупнейший лютеранский центр Российской империи.

### Эстонская евангелическо-лютеранская церковь (с 1919 года)
В 1919 году, после установления Эстонской Республики, Эстляндская консистория и должность генерал-суперинтендента были упразднены; образовалась первая национальная лютеранская церковь во главе с епископом Якобом Кукком.
После установления ЭССР преемственность лютеранской иерархии пресеклась. В 1945 году временный церковный комитет избрал Аугуста Пяхна исполняющим обязанности епископа. В том же году началась регистрация двадцаток, именно столько человек было необходимо для регистрации прихода. К 1948 году было зарегистрировано 154 прихода с 79 пасторами. Также было решено возродить Институт Теологии с заочным обучением. В 1969 году Эстонская церковь распространила своё влияние на Карелию (учреждение прихода в Петрозаводске), а в 1977 — на Ингрию (Пушкинский приход).
После восстановления независимости в 1992 году от Эстонской церкви отделилась Евангелическо-лютеранская церковь Ингрии, а в 2003 — Сибирская евангелическо-лютеранская церковь. В 2007 году в эстонских церквях начало проводиться богослужение и на русском языке.

## Организационная структура
Высший орган — церковное собрание (kirikukogu), избираемый сроком на 4 года; исполнительный орган — консистория (konsistoorium), состоящая из главного епископа (peapiiskop), епископов (piiskop), канцлера (kantsler) и 4 асессоров (assessor); местные организации — пробства (praostkonna), представительные органы пробств — синоды (sinod), исполнительные органы — консистории.
Высшая власть в Церкви принадлежит главному епископу, чья резиденция находится в Таллине. Различные территории Церкви разделены также на регионы, находящиеся в ведении конкретных епископов (которые, однако, являются лишь управляющими данными территориями, но не полномочными главами епархий) — Западный, Северный и Южный, а также Диоцез за рубежом, возникший в 2010 году после воссоединения ЭЕЛЦ с Эстонской евангелическо-лютеранской церковью за рубежом, и образовавшей этот диоцез. В настоящее время в ЭЕЛЦ, помимо архиепископа, имеется четыре епископа (из них двое на покое), а также архиепископ на покое Андрес Пыдер.

## Архиепископы
- 1949—1967 — Яан Кийвит-старший
- 1967—1977 — Альфред Тооминг
- 1978—1986 — Эдгар Харк
- 1987—1994 — Куно Паюла
- 1994—2004 — Яан Кийвит-младший
- 2004—2015 — Андрес Пыдер
- c 2015 года — Урмас Вийльма

## Епископы
- 1919—1933 — Якоб Кукк
- 1934—1939 — Гуго Бернхард Рахамяги
- 1939—1944 — Йохан Кыпп

## Исполняющий обязанности главы Церкви
- 1933—1934 — Александер Капп
- 1939 — Яак Варик
- 1944 — Антон Эйларт

## Архиепископы эмигрантской церкви (ЭЕЛЦЗ)
- до 1956 епископ — Йохан Кыпп (1944—1964)
- 1964—1971 — Йоханнес Оскар Лаури
- 1972—1990 — Конрад Веем
- 1990—2006 — Удо Петерсоо
- с 2007 года — Андрес Таул